# Christian Maggio
Christian Maggio (Montecchio Maggiore, 1982. február 11.) olasz válogatott labdarúgó.

## Pályafutása

### Vicenza
Pályafutását a Vicenza színeiben kezdte. A Serie A-ban a 2000–01-es szezonban debütált. Néhány sikeresen megvívott mérkőzés ellenére a Vicenza búcsúzni kényszerült a bajnokság végén, de Maggio egészen 2003-ig a klub játékosa maradt. Összesen 38 alkalommal szerepelt és 1 gólt szerzett.

### Fiorentina
2003-ban szerződtette a Fiorentina. Mindaddig nem játszott a csapatban, ameddig az vissza nem jutott a Serie A-ba. Ez a 2004–05-ös szezonban meg is történt. Négy bajnoki évadot töltött Firenzében. Mérlege a lila-fehér együttessel 56 mérkőzés és 2 gól.

### Sampdoria
A Sampdoriahoz először kölcsönjátékosként került. A 2006-07-es idényben 31 alkalommal lépett pályára és 2 alkalommal volt eredményes. Ez követően ténylegesen is a genovai klub játékosa lett. Ekkor 29 találkozó alkalmával kilencszer volt eredményes. A bajnokság végén a Napoli szerződtette 8 millió €-ért.

## Válogatott
Az olasz labdarúgó-válogatottba Marcello Lippi válogatta be először. A nemzeti együttesben való debütálására 2008. november 19-én került sor egy Görögország elleni barátságos találkozón. A 2010-es labdarúgó-világbajnokságon tagja volt a válogatott keretének és mindhárom csoportmérkőzésen szerepet kapott.